# Lista orașelor din Indonezia
Aceasta pagină este o listă a orașelor din Indonezia, sortate după insulele sau regiunile importante.

## JavașiBali
| - Ambarawa - Bandung - Banjarnegara - Banyumas - Banyuwangi - Bekasi - Bogor - Brebes - Cianjur - Ciamis - Cilacap - Cilegon - Cinere - Cirebon - Dempasar - Depok - Garut - Jakarta - Jember - Jepara - Jombang - Kebumen - Kudus - Lumajang - Magelang | - Malang - Pandeglang - Pati - Pasuruan - Pekalongan - Pemalang - Probolinggo - Purbalingga - Purwakarta - Purwodadi - Purwokerto - Salatiga - Semarang - Serang - Subang - Sukabumi - Sumedang - Surabaya - Surakarta - Tasikmalaya - Tangerang - Tegal - Temanggung - Yogyakarta - Kediri, Java de Est - Blitar |

## Kalimantan
- Balikpapan
- Banjarmasin
- Martapura
- Nusantara
- Palangkaraya
- Pontianak
- Samarinda
- Tarakan

## Maluku
- Ambon
- Sofifi
- Ternate

## Nusa Tenggara
- Mataram
- Kupang
- Dompu
- Sumbawa Besar

## Papua
- Jayapura
- Timika
- Manokwari
- Biak
- Enarotali
- Fak Fak
- Merauke
- Sorong
- Wamena

## Sulawesi
- Bau-Bau
- Bulukumba
- Gorontalo
- Kawangkoan
- Makassar (Ujung Pandang)
- Mamuju
- Manado (Menado)
- Palu
- Poso
- Pare-Pare
- Kendari
- Palopo
- Malili
- Tolitoli

## Sumatra
- Banda Aceh
- Bandar Lampung
- Bangkinang
- Batam
- Bengkalis
- Bengkulu
- Bukittinggi
- Dumai
- Jambi
- Lampung
- Medan
- Padang
- Pangkal Pinang
- Pekanbaru
- Palembang
- Siak Sri Indrapura
- Sibolga
- Sungailiat
- Tanjung Pinang